# Kanton Andrézieux-Bouthéon
Der Kanton Andrézieux-Bouthéon ist seit 2015 ein Wahlkreis in den Arrondissements Montbrison und Saint-Étienne im Département Loire der Region Auvergne-Rhône-Alpes in Frankreich. Hauptort ist Andrézieux-Bouthéon. 

## Gemeinden
Der Kanton besteht aus 15 Gemeinden mit insgesamt 46.085 Einwohnern (Stand: 2022) auf einer Gesamtfläche von 161,64 km²:
| Gemeinde                   | Einwohner 1. Januar 2022 | Fläche km² | Dichte Einw./km² | Code INSEE | Postleitzahl | Arrondissement |
| -------------------------- | ------------------------ | ---------- | ---------------- | ---------- | ------------ | -------------- |
| Andrézieux-Bouthéon        | 10.312                   | 16,28      | 633              | 42005      | 42160        | Saint-Étienne  |
| Aveizieux                  | 1.693                    | 9,02       | 188              | 42010      | 42330        | Montbrison     |
| Bellegarde-en-Forez        | 2.004                    | 18,91      | 106              | 42013      | 42210        | Montbrison     |
| Boisset-lès-Montrond       | 1.214                    | 8,01       | 152              | 42020      | 42210        | Montbrison     |
| Chambœuf                   | 1.782                    | 11,12      | 160              | 42043      | 42330        | Montbrison     |
| Craintilleux               | 1.337                    | 8,22       | 163              | 42075      | 42210        | Montbrison     |
| Cuzieu                     | 1.496                    | 11,51      | 130              | 42081      | 42330        | Montbrison     |
| Montrond-les-Bains         | 5.655                    | 10,11      | 559              | 42149      | 42210        | Montbrison     |
| Rivas                      | 737                      | 4,60       | 160              | 42185      | 42340        | Montbrison     |
| Saint-André-le-Puy         | 1.534                    | 8,66       | 177              | 42200      | 42210        | Montbrison     |
| Saint-Bonnet-les-Oules     | 1.817                    | 12,41      | 146              | 42206      | 42330        | Montbrison     |
| Saint-Galmier              | 5.848                    | 19,47      | 300              | 42222      | 42330        | Montbrison     |
| Unias                      | 455                      | 5,37       | 85               | 42315      | 42210        | Montbrison     |
| Veauche                    | 8.984                    | 10,41      | 863              | 42323      | 42340        | Montbrison     |
| Veauchette                 | 1.217                    | 7,54       | 161              | 42324      | 42340        | Montbrison     |
| Kanton Andrézieux-Bouthéon | 46.085                   | 161,64     | 285              | 4201       | –            | –              |